# Bartholomea werneri
Bartholomea werneri är en havsanemonart som beskrevs av Watzl 1922. Bartholomea werneri ingår i släktet Bartholomea och familjen Aiptasiidae. Inga underarter finns listade i Catalogue of Life.